# Чиков, Валерий Павлович
Вале́рий Па́влович Чи́ков (22 декабря 1950, Чуриловка — 8 июня 2017, Москва) — советский и российский кинорежиссёр и сценарист.

## Биография
Родился в посёлке Чуриловка Тотемского района Вологодской области в семье мастера лесозаготовительного участка и сельской учительницы.
В 1968 году окончил школу-интернат № 45 при ЛГУ. 
В 1974 году окончил Ленинградский институт авиационного приборостроения, поступил в аспирантуру, а в 1981 году окончил Высшие курсы сценаристов и режиссёров, сценарную мастерскую Будимира Метальникова. Его дипломный сценарий «Дамское танго» был экранизирован Суламбеком Мамиловым в 1983 году.
В режиссуре дебютировал с фильмом «Красный обоз» (1989) по рассказу Василия Белова, в дальнейшем ставил фильмы по собственным сценариям.
В 1990-е годы получил известность как режиссёр комедийных фильмов с Михаилом Евдокимовым в главных ролях («Про бизнесмена Фому», «Не валяй дурака...», «Не послать ли нам... гонца?»). Писал сценарии для телесериалов, снимал сюжеты для детского киножурнала «Ералаш». «Любовь на сене» (2009) стала последней картиной, в которой снялся Владислав Галкин незадолго до своей смерти; по словам Чикова, отношения между ними не сложились, и он был вынужден покинуть проект на середине съёмок, поэтому в титрах указаны два режиссёра.
Скончался 8 июня 2017 года. Похоронен 10 июня 2017 года на Перепечинском кладбище, участок 120. 10 августа 2018 года в посёлке Чуриловка была установлена мемориальная доска в честь Валерия Чикова.
8 июня 2019 года к двухлетней годовщине смерти на могиле установлен памятник по проекту друга и земляка режиссера - художника Юрия Попова. Работу над памятником вела скульптор Екатерина Казанская.
Сын занимается продажами лабораторного оборудования и химических реагентов, есть внук и внучка (родилась после кончины режиссера).

## Фильмография

### Актёр
- 1997 — Не валяй дурака — законопослушный рыболов в Хомутово
- 1998 — Не послать ли нам… гонца? — корреспондент с ОРТ
- 2005 — Бриллианты для Джульетты — эпизод
- 2008 — Висяки — кинорежиссёр

### Режиссёр
- 1989 — Красный обоз
- 1990 — Русская рулетка
- 1993 — Про бизнесмена Фому
- 1997 — Не валяй дурака
- 1998 — Не послать ли нам… гонца?
- 2005 — Бриллианты для Джульетты
- 2005 — Влюблённый агент
- 2008 — Пуля-дура: Возвращение агента
- 2009 — Пуля-дура 2: Агент почти не виден
- 2009 — Пуля-дура 3: Агент для наследницы
- 2009 — Любовь на сене

#### Режиссёр сюжетов «Ералаша»
- 2003 — Выпуск № 158 (сюжет «А у нас во дворе…»)
- 2003 — Выпуск № 164 (сюжет «Плохая примета»)

### Сценарист
- 1983 — Дамское танго
- 1990 — Место убийцы вакантно…
- 1990 — Русская рулетка
- 1993 — Про бизнесмена Фому
- 1997 — Не валяй дурака
- 1998 — Не послать ли нам… гонца?
- 2005 — Бриллианты для Джульетты
- 2005 — Влюблённый агент
- 2008 — Пуля-дура: Возвращение агента
- 2009 — Пуля-дура 2: Агент почти не виден
- 2009 — Пуля-дура 3: Агент для наследницы
- 2009 — Любовь на сене
- 2014 — Обними меня

## Награды
Премия «Кинотавр» в номинации «Особое упоминание жюри за 1997 год».